# Municipalità regionale della contea di Lotbinière
La municipalità regionale di contea di Lotbinière è una municipalità regionale di contea del Canada, localizzata nella provincia del Québec, nella regione di Chaudière-Appalaches.
Il suo capoluogo è Sainte-Croix.

## Suddivisioni
Municipalità
- Dosquet
- Leclercville
- Lotbinière
- Saint-Agapit
- Saint-Antoine-de-Tilly
- Saint-Apollinaire
- Sainte-Agathe-de-Lotbinière
- Sainte-Croix
- Saint-Flavien
- Saint-Janvier-de-Joly
- Saint-Patrice-de-Beaurivage
- Saint-Sylvestre
- Val-Alain

Parrocchie
- Notre-Dame-du-Sacré-Cœur-d'Issoudun
- Saint-Édouard-de-Lotbinière
- Saint-Gilles
- Saint-Narcisse-de-Beaurivage

Villaggi
- Laurier-Station